# Live at Loud Park Festival
Live at Loud Park Festival es un DVD de la banda finlandesa de power metal, Stratovarius. Grabado en vivo en el festival Loud Park 13 en Saitama Super Arena, Saitama, Japón el 20 de octubre de 2013. Fue masterizado en Finnvox y grabado en 5 By 5 Studio. Salió a la venta el 9 de septiembre de 2015 en Japón y el 11 de septiembre en Europa. Se ha publicado con el disco Eternal. Alcanzó el puesto número 16 en Japón.

## Canciones
1. "Intro" - 2:32
2. "Under Flaming Skies" - 3:50
3. "Speed Of Light" - 4:15
4. "Halcyons Days" - 5:22
5. "Dragons" - 4:18
6. "Fantasy" - 4:34
7. "A Millon Light Years Away" - 5:48
8. "Eagleheart" - 5:04
9. "Destiny" - 10:29
10. "Jens Johansson(Keyboard Solo)" - 1:09
11. "Black Diamond" - 6:36
12. "Forever" - 3:44
13. "Unbreackable" - 5:05
14. "Hunting High and Low" - 8:51

## Miembros
1. Timo Kotipelto: voz
2. Jens Johansson: teclados
3. Rolf Pilve: baterista
4. Lauri Porra: bajo
5. Matias Kupiainen: guitarra

## Créditos
1. Arranged By [Choir] – Perttu Vänskä
2. Backing Vocals [Choir] – Alexandra Leroux, Antti Lappalainen, Antti Railio, Ari Sievälä, Carlo Kyllönen, Franscisco Cresp*, Jere Martikainen, Joonas Sergin, Kata Mertanen, Petri Aho, Tuomas Yli-Jaskari, Viljami Holopainen
3. Bass – Lauri Porra
4. Cover, Artwork – Gyula Havancsak
5. Drums – Rolf Pilve
6. Film Editor, Mixed By [DVD] – Stratovarius
7. Keyboards – Jens Johansson
8. Mastered By – Mika Jussila
9. Photography By – Jamo Katila
10. Producer [Assistant], Mixed By [Assistant] – Franscisco "Pancho" Cresp*
11. Recorded By [Vocals] – Jani Liimatainen
12. Recorded By, Mixed By, Producer, Guitar – Matias Kupiainen
13. Vocals, Liner Notes – Timo Kotipelto